# Pilão Cão
Pilão Cão é uma aldeia que fica na zona leste da ilha do Maio, em Cabo Verde. Tem 102 habitantes (censo de 2010). Pilão Cão  esse cerca 14 km este do capital da ilha e sul de Calheta do Maio.  Situada-se na Baía da Santana e Terras Salgadas.
O único clube de futebol na aldeida este Santa Clara, uma clube novoso da ilha.